# Барановский (станция)

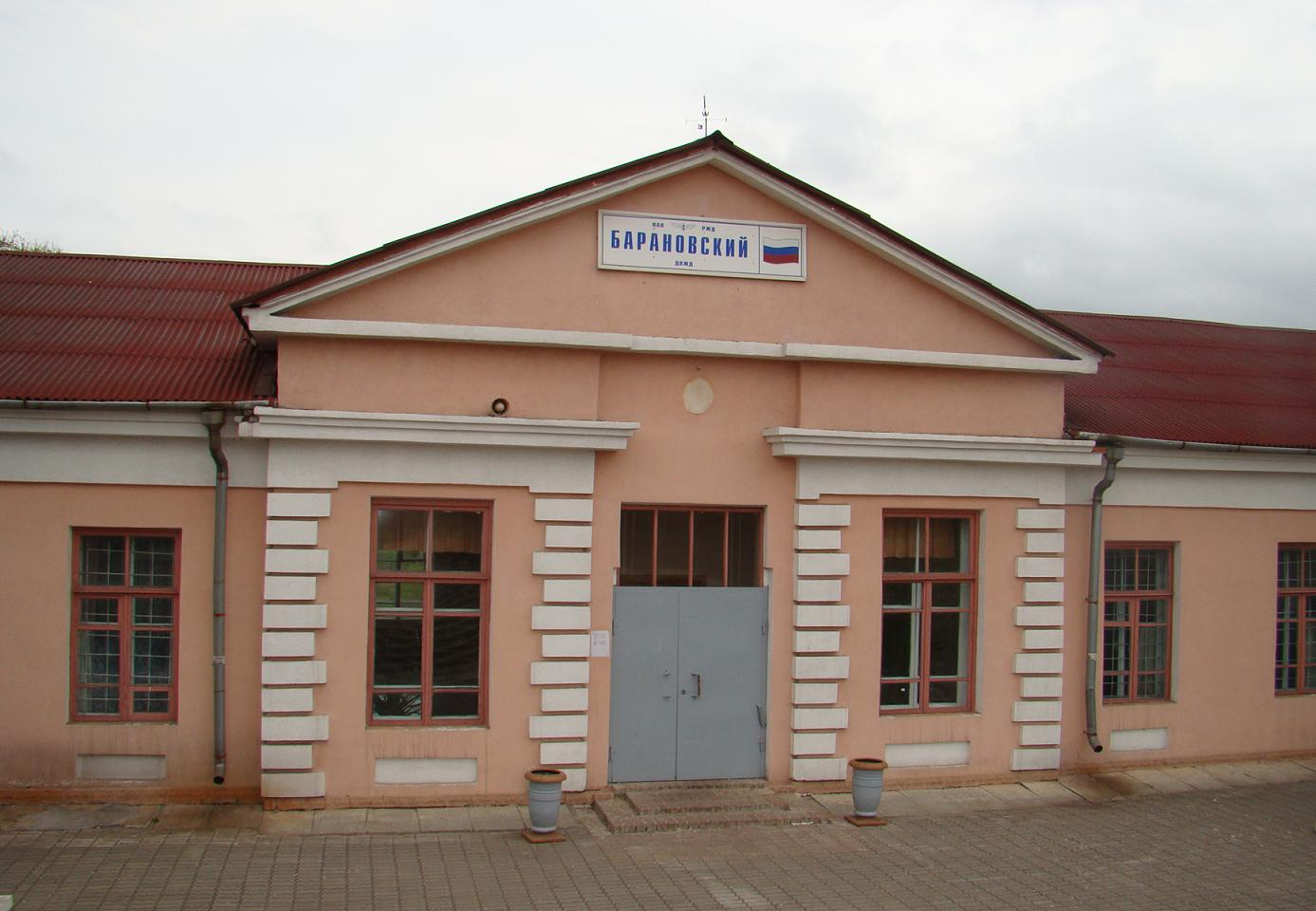
Здание станции Барановский

Бара́новский — железнодорожная станция в посёлке Барановский Приморского края. Относится к Владивостокскому региону Дальневосточной железной дороги. Станция Барановский по характеру работы является промежуточной станцией и относится к 4 классу. В здании вокзала находится билетная касса и зал ожидания.
От станции отходит однопутная линия до станции Хасан, далее русская колея доходит до северокорейской железнодорожной станции Туманган.
Главный ход Транссиба (на Хабаровск и Владивосток) электрифицирован переменным током 25 кВ (1963 год), ход на Хасан неэлектрифицирован.
На станции останавливаются электропоезда и часть пассажирских поездов. Скорые поезда проходят станцию без остановки.

## История
Название разъезда произошло от расположенного вблизи селения Барановская. Селение было названо в честь военного губернатора Приморской области Баранова Иосифа Гавриловича (1835—1892). Он занимался переселением крестьян в Приморье и их обустройством на новых местах. В 1892 году этого замечательного человека не стало, поэтому в память о нём и назвали новый безымянный разъезд, Барановский.
Разъезд Барановский был введен в строй действующих в 1895 г. Это было связано с запуском Уссурийской железной дороги в постоянную эксплуатацию от Владивостока до станции Муравьёв-Амурский (Лазо).
В 1916 году Барановский официально стал железнодорожной станцией.
В начале XX века были проведены коренная реконструкция и техническое перевооружение дороги: на всем протяжении главного хода уложены вторые пути, осуществлено переустройство большинства станций, локомотивных депо и других объектов. Когда на участке Уссурийской железной дороги уложили второй путь, то на разъезде Барановский построили водокачку для заправки паровозов.
Здесь на перегоне Барановский — Уссурийск находился трудный для движения паровозов участок — скальный прижим. Поэтому требовалась дозаправка паровоза водой. До 1964 года станция производила заправку водой паровозов. Лишь в 1998 году водокачка была снесена.
Для разворота паровозов на станции был разворотный треугольник.
В январе 1930 года при правлении Уссурийской железной дороги было сформировано Бюро экономических изысканий новых железнодорожных линий, его возглавил Арсеньев Владимир Клавдиевич. Арсеньеву поручили сформировать несколько экспедиций по обследованию новых железнодорожных магистралей. Под его руководством приступили к работам по направлению линии Барановский — Посьет .

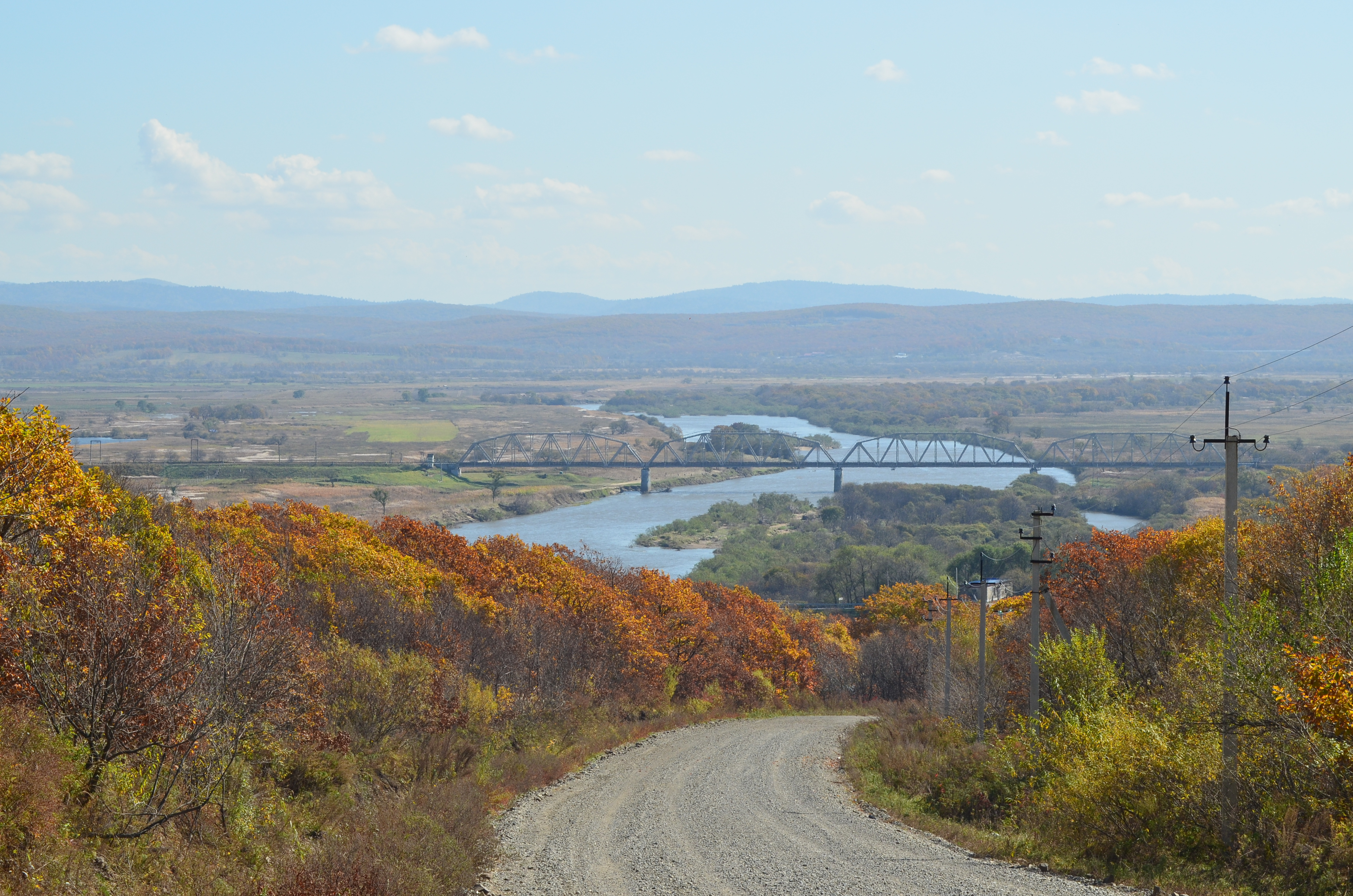
Железнодорожный мост через реку Раздольная, с которого начинается ветка Барановский — Хасан

Следующий этап в истории Барановского связан с Хасанскими событиями. После окончания боёв у озера Хасан в 1938 году советское правительство приняло решение о сооружении железной дороги от станции Барановский до станции Посьет. Когда железная дорога была построена, то Барановский стал небольшой узловой станцией.
Для строительства участка использовался труд заключённых Приморлага. Численность заключенных: 1938 г. — 46 256 чел.; 1939 г. — 62 123 чел; 1940 г. — 58 028 чел.
В 1940 году началось строительство вокзала, но закончилось лишь в 1946 году после окончания Великой Отечественной войны. В здании вокзала находилось специальное помещение для подогрева воды для нужд пассажиров. Нагрев воды производился с помощью дров и каменного угля. В штате был работник, отвечающий за нагрев воды, который круглосуточно дежурил на станции.
С началом Великой Отечественной войны строения на станции были разобраны и отправлены в западные регионы для восстановления станций на перегонах.
В годы Великой Отечественной войны станция находилась на военном положении и работала для нужд фронта. В связи с объявлением войны станция Барановский занималась отправками воинских эшелонов в Краскино. Для защиты моста в сторону Хасана от воздушных налётов японских самолетов на поступах к станции находились зенитные установки. С 1941 г. по 1945 г. на 8-м пути станции стоял бронепоезд, а рядом со станцией находилась воинская часть.
В 1950-е гг. станция Барановский занималась погрузкой строительных грузов для предприятий края. Такие грузы как белая глина, туф, песок назначением на станции Владивосток, Уссурийск и Спасск-Дальний. Также на станции Барановский на 9201 км находился угольный склад, занимающийся погрузкой угля для нужд локомотивных депо.

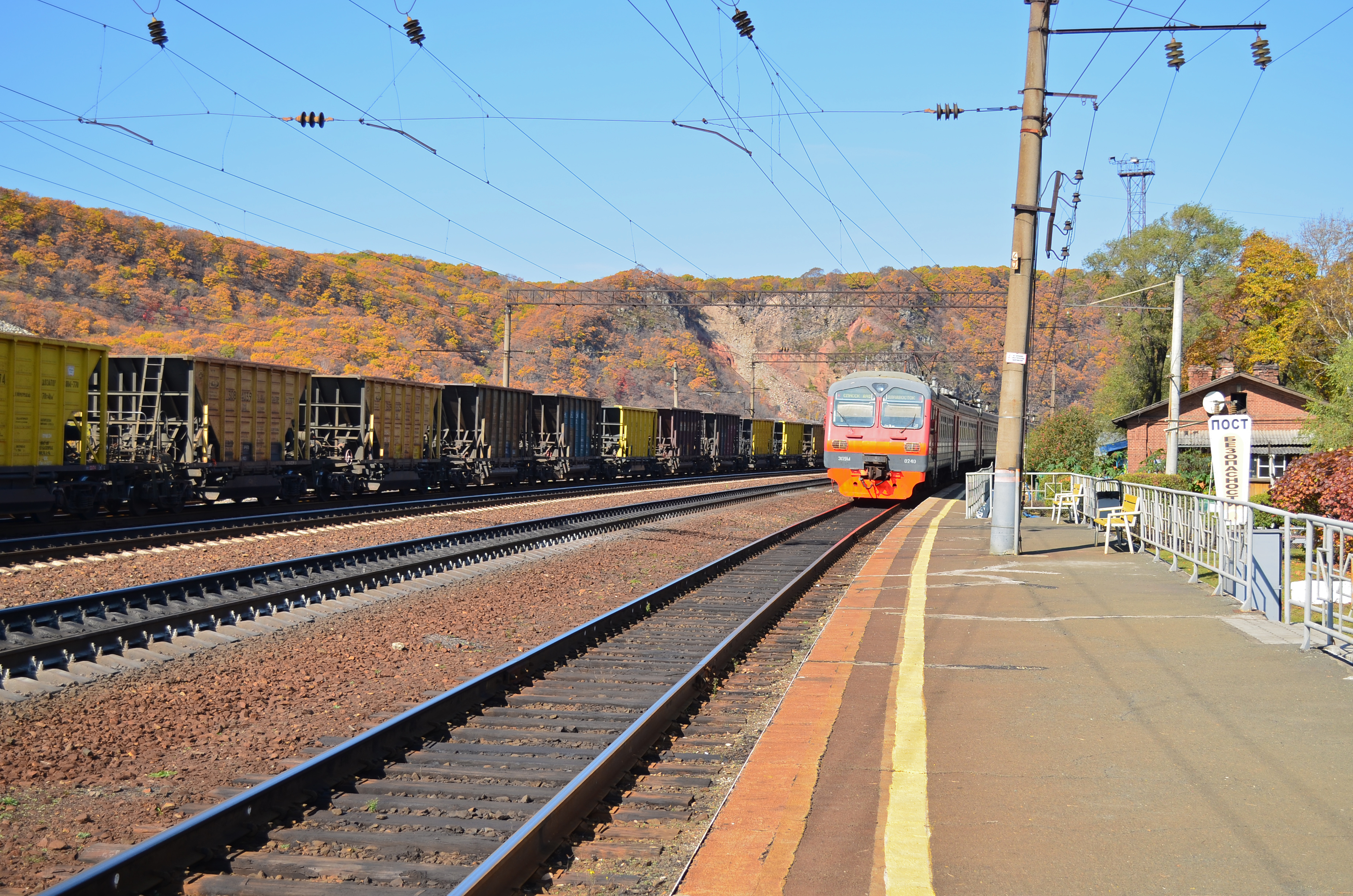
Вид на Барановский вулкан со станции

С восточной стороны вулкана производились разработки туфа. Для этого через реку Суйфун (сейчас Раздольная) был построен подвесной мост, по которому вагонетками перевозили туф. Станция занималась погрузкой туфа в вагоны и платформы.
В 1960-е гг. на станции производилась выгрузка песка для строительства города Владивостока. В последующие годы станция занималась погрузкой с/х грузов, рыбной продукции в рефрижераторные вагоны. А также выгрузкой зерна и рыбы для нужд совхоза «Кедровский», основным занятием которого было выращивание норок и оленей.
В 1991 году был открыт Тереховский завод бетонных изделий. Для обслуживания завода был построен подъездной путь, на котором осуществлялась выгрузка цемента, песка, угля и погрузка продукции завода (блоки бетонные, пенопласт, брусчатка, тротуарная плитка).
Сейчас станция находится на новом этапе своего развития. Идет модернизация станции и станционного хозяйства, внедряются новые формы труда, вводятся современные диспетчерские системы и системы диагностики устройств СЦБ. Все это обеспечивает развитие Барановского и в будущем.

## Дальнее следование
| № поезда | Маршрут движения               | № поезда | Маршрут движения               |
| -------- | ------------------------------ | -------- | ------------------------------ |
| 99       | -                              | 100      | Москва — Владивосток           |
| 351      | Владивосток — Советская Гавань | 352      | Советская Гавань — Владивосток |